# Słodowiec (métro de Varsovie)
Słodowiec est une station de la ligne 1 du métro de Varsovie, située dans l'arrondissement de Bielany. Inaugurée le 23 avril 2008, la station permet de desservir les rues Stefana Żeromskiego et Marymonckiej.

## Description
La station située sur deux étages est d'une largeur de 12 m pour 120 m de long. La station est sur deux étages, les quais se situant à l'étage inférieur. Les voies se trouvent au milieu de la station, les quais étant sur les côtés gauche et droite de celles-ci. Les couleurs principales de cette station sont le gris, le noir et le blanc. À la surface se trouvent un escalier, des escalators ainsi que des ascensceurs pour les personnes souffrant de handicap, elle dispose également de points de vente de tickets, de toilettes et de guichets automatiques bancaires.
Cette station est la 18e de la Ligne 1 du métro de Varsovie dans le sens sud-nord, suivie alors de la station Stare Bielany, et est la 4e dans le sens nord-sud, suivie de la station Marymont.

## Position sur la ligne 1 du métro de Varsovie

Position de la station Słodowiec (4e en partant du nord) sur la ligne 1.